# Hector McNeil
Hector McNeil (ur. 10 marca 1907, zm. 11 października 1955) – brytyjski polityk, członek Partii Pracy, minister w drugim rządzie Clementa Attleego.

## Życiorys
Wykształcenie odebrał w Woodside School oraz na Uniwersytet Glasgow. Następnie pracował jako dziennikarz. W latach 1932–1938 był członkiem rady miejskiej Glasgow. Był przewodniczącym Glasgow Trades Council. W 1929 i 1931 r. bez powodzenia startował w wyborach do Izby Gmin z okręgu Galloway, w 1935 r. z okręgu Glasgow Kelvingrove oraz w 1936 r. z okręgu Ross and Cromarty. Do parlamentu dostał się dopiero w 1941 r. po wygraniu wyborów uzupełniających w okręgu Greenock.
Po powrocie Partii Pracy do władzy w 1945 r. McNeil został podsekretarzem stanu w Foreign Office. W 1946 r. został ministrem stanu w tymże resorcie oraz członkiem Tajnej Rady. W 1947 r. został wiceprzewodniczącym Zgromadzenia Ogólnego ONZ, a w 1948 r. stał na czele brytyjskiej delegacji przy Europejskiej Komisji Gospodarczej. W latach 1950–1951 był ministrem ds. Szkocji.
McNeil zmarł w 1955 r., niedługo po wyborach parlamentarnych.